# Кужма, Александр Поликарпович
Кужма Александр Поликарпович (1896, Санкт-Петербург, Российская империя — ?) — конструктор военных кораблей, доктор технических наук, профессор. Лауреат Сталинской премии.

## Биография
Кужма Александр Поликарпович родился в Санкт-Петербурге в 1896 году, в семье военного чиновника. В 1916 году поступил в Институт инженеров путей сообщения, из которого выбыл в 1919 году и вступил в ряды Красной армии добровольцем. В 1923 году с отличием закончил 1-й Ленинградский политехнический институт по специальности «инженер-механик» и был оставлен на кафедре. В 1926 году начал преподавать в технологическом и политехническом институтах Ленинграда. С 1929 по март 1934 года работал в Институте гражданского воздушного флота (ГВФ). В 1929 году получил звание профессора.
В марте 1934 года арестован и осуждён на 10 лет концлагерей по ст. 58-6, ст. 58-7, ст. 58-11 УК РСФСР. В 1934—1939 годах отбывал заключение в Ухтпечлаге. В 1939 году этапирован в Москву в ОКБ-82 при НКВД СССР, где работал заместителем главного конструктора по расчётно-экспериментальной части для автомоторов. После перевода в Казань, кроме расчётных работ по двигателю МБ-100, читал лекции в Казанском авиационном институте.
Освобождён в 1946 году на общих основаниях. После освобождения поступил на Ленинградский завод № 800, затем, по просьбе руководства Казанского авиационного института, вернулся назад в Казань. В 1947 году Кужме вторично присвоено звание профессора, и он назначен заведующим кафедрой реактивных двигателей института. В этот период успешно защищает докторскую диссертацию, а также работает консультантом главного конструктора завода № 16. В конце 1940-х годов по его инициативе за чертой города Казани была построена первая очередь лаборатории по испытанию полноразмерных турбореактивных двигателей с двумя боксами, так называемый объект № 1 авиационного института.
16 февраля 1949 года повторно арестован в Казани по делу № 24991. Осуждён 27 апреля 1949 года ОСО МГБ СССР и отправлен в ссылку. Прибыл в Енисейск 5 июля 1949 года, где на первых порах работал механиком в сплавной конторе, в Центральных ремонтных мастерских.
В ссылке разработал теоретические основы проектирования водомётных катеров, изготовил несколько катеров. В 1954 году на мелкосидящих гидрореактивных катерах типа «Прогресс» мощностью 30 л. с. была использована конструкция водомётного комплекса, разработанного профессором Кужмой. Катера демонстрировались на Московской технической выставке лесной промышленности и были приняты к серийному производству на заводах СССР.
Освобождён из ссылки в августе 1954 года.
В 1955 году был инициатором создания факультета «Авиационные двигатели» и одноимённой кафедры в Пермском вечернем машиностроительном институте, стал её первым заведующим.

## Труды
- Лабораторное испытание карбюратора «Зенит 55». — М.; Л. : Госэнергоиздат, 1932. — 119 с.
- Конспект по тепловым процессам авиадвигателей: (Для техникумов): На правах рукописи / А. П. Кужма; Учеб. комбинат гражданского воздушного флота. Кафедра авиадвигателей. — Ленинград: [б. и.], 1933. — 91 с.: ил.
- Тепловые процессы и характеристики авиационных двигателей. — Москва; Ленинград: Госавиаавтоиздат, 1933. — 220 с.
- Катер ВБК-30 и его водомётный движитель / М-во лесной пром-сти СССР. Центр. бюро техн. информации. — Москва; Ленинград: Гослесбумиздат, 1956. — 36 с.: черт.

## Патенты
- Гидрореактивный судовой движитель. Патент № 100529 от 01.01.1955 г.[3].